# Katarina Kruhonja
Katarina Kruhonja (nascida em 1949) é uma ativista da paz de Osijek, no leste da Croácia. Ela é diretora do Centro para a Paz, Não-Violência e Direitos Humanos, uma ONG sediada em Osijek, criada com o apoio de Adam Curle. Em 1998, ela recebeu o prêmio Right Livelihood, juntamente com Vesna Terselic, por realizar uma campanha anti-guerra na Croácia.